# Qaralar (ort i Azerbajdzjan, Sabirabad)
Qaralar (ryska: Каралар) är en ort i Azerbajdzjan.   Den ligger i distriktet Sabirabad Rayonu, i den sydöstra delen av landet, 120 km väster om huvudstaden Baku. Antalet invånare är 776.
Terrängen runt Qaralar är mycket platt. Runt Qaralar är det ganska tätbefolkat, med 72 invånare per kvadratkilometer.. Närmaste större samhälle är Saatlı, 16,7 km sydväst om Qaralar.
Trakten runt Qaralar består till största delen av jordbruksmark.